# Museu d'Efes
Museu (grec antic: Μουσαῖος, llatí: Musaeus) fou un poeta èpic de l'antiga Grècia nadiu d'Efes que va viure a la meitat del segle ii aC.
És conegut solament per la referència de la Suda, un lèxic medieval, segons la qual era un poeta èpic del cercle de Pèrgam i va escriure una obra intitulada Perseida (Περσηίς) i altres poemes en honor dels reis Èumenes i Àtal de Pèrgam.
Alguns autors moderns l'han volgut identificar amb Ctèsies d'Efes, un escriptor que també hauria escrit una obra amb el títol de Perseida; segons aquesta conjectura, Museu seria un nom fictici.